# Rezerwat przyrody Jezioro Wiejki
Rezerwat przyrody „Jezioro Wiejki” – wodny rezerwat przyrody położony na terenie wsi Wiejki w gminie Gródek, powiat białostocki, we wschodniej części województwa podlaskiego. Obejmuje powierzchnię 22,50 ha. Celem ochrony przyrody jest zachowanie, ze względów dydaktycznych i naukowych, naturalnego jeziora mezotroficznego a także torfowiska i występujących na tym obszarze rzadkich gatunków zwierząt i roślin.

## Opis
Rezerwat „Jezioro Wiejki” powstał 29 grudnia 2005 na mocy rozporządzenia wojewody podlaskiego nr 66/05 z dnia 2 grudnia 2005. Obejmuje grunty, których właścicielem jest Skarb Państwa, administrowane przez Regionalnego Dyrektora Ochrony Środowiska w Białymstoku, Nadleśnictwo Waliły.
W latach 1997–2005 jezioro Wiejki było pod ochroną jako użytek ekologiczny. Pod koniec XIX w. wykopano Rów Tartaczny,  co  miało znaczący wpływ na  układ hydrologiczny na obszarze Niecki Gródecko-Michałowskiej. Przeprowadzone w latach 1956–57 osuszanie terenów torfowych w celu pozyskania torfu do celów gospodarczych, miało duży wpływ na zmiany w zasobach wodnych. Do dziś istnieją powstałe w tym czasie  kopalnie. W latach 70. i 80. XX w. przeprowadzone zostały melioracje, których skutkiem było znaczące obniżenia poziomu wód gruntowych w obszarze całej Niecki Gródecko-Michałowskiej.
Utworzenie rezerwatu ułatwiło przeprowadzenie szeregu ważnych przedsięwzięć z zakresu ochrony czynnej, w celu zachowania walorów rezerwatu przyrody „Jezioro Wiejki”: koszenie łąk, odsłonięcie stanowisk brzozy niskiej, przerzedzenie drzew i krzewów rozsiewających się na torfowiska, zasypanie rowu melioracyjnego, budowa progu i przepustu z piętrzeniem. Wyremontowano także groblę sąsiadującą z rezerwatem.
Wodny rezerwat należy do rzadkich pozostałości jeziornego systemu obszarów staroglacjalnych, powiązanych z utworzonymi wytopiskami w czasie zlodowacenia środkowopolskiego. Ma na celu chronić nie tylko naturalny zbiór wodnych i bagiennych skupisk roślinnych, ale stanowi również schronienie dla rzadkich i zagrożonych gatunków zwierząt i roślin. Jednym z najcenniejszych walorów rezerwatu jest ekosystem niedużego jeziorka z wyraźnie zarysowanym, strefowym układem roślinności bagiennej i wodnej. Równomiernie od środka jeziora znajdują się kolejno szuwary skrzypu bagiennego i pałki szerokolistnej oraz pła bagiennego z zespołem turzycy obłej i turzycy dzióbkowatej. Można również spotkać stanowiska kukułki krwistej, kukułki plamistej i rosiczki okrągłolistnej. Łozowiska obejmują duże obszary w granicach pła bagiennego. Okalająca strefa utworzona jest przez ols porzeczkowy i las brzozowo-wierzbowy. 
W kierunku północno-wschodnim, w strefie zakrzaczeń brzozowych, znajduje się cenny gatunek roślinny, rzadki relikt, brzoza niska, która jest pod ścisłą ochroną. Oznaczona jest w Polskiej Czerwonej Księdze Roślin jako gatunek zagrożony wyginięciem w Polsce. Okoliczne łąki to zbiorowiska roślin z przewagą kostrzewy czerwonej. Zarówno jezioro z zespołem roślinności bagiennej, jak i łąki są istotnym schronieniem dla różnych gatunków ptaków, zarówno lęgowych jak i w okresie przelotów. Na terenie rezerwatu znajdują się miejsca lęgowe około 26–29 gatunków ptaków. Spotkać można tu wiele gatunków zwierząt łownych, w tym te podlegające ochronie m.in. rysie, wilki i bobry.
Zgodnie z obowiązującym planem ochrony, ustanowionym w 2016 r., obszar 19,22 ha rezerwatu objęty jest ochroną czynną, a obszar 3,23 ha krajobrazową.